# Comté de Jefferson (Pennsylvanie)
Pour les articles homonymes, voir Jefferson et Comté de Jefferson.
Le comté de Jefferson, en anglais : Jefferson County, est un comté situé dans l'État de Pennsylvanie aux États-Unis. Le siège du comté est Brookville. Selon le recensement de 2020, sa population est de 44 492 habitants.

## Géographie
Le comté a une superficie de 1 701 km², dont 1 698 km² est de terre. 

### Comtés adjacents
- Comté de Forest (nord)
- Comté d'Elk (nord-est)
- Comté de Clearfield (est)
- Comté d'Indiana (sud)
- Comté d'Armstrong (sud-ouest)
- Comté de Clarion (ouest)

## Démographie
| Groupe            | Comté de Jefferson | Pennsylvanie | États-Unis |
| ----------------- | ------------------ | ------------ | ---------- |
| Blancs            | 95,1               | 73,5         | 58         |
| Latino-Américains | 1                  | 8,1          | 19         |
| Afro-Américains   | 0,3                | 10,5         | 12,1       |
| Asiatiques        | 0,2                | 3,4          | 6,2        |
| Métis             | 3,1                | 3,3          | 4,1        |
| Autres            | 0,2                | 0,4          | 0,5        |
| Amérindiens       | 0,1                | 0,1          | 0,9        |
| Océano-américains | 0,02               | 0,02         | 0,2        |
| Total             | 100                | 100          | 100        |